# Пасус (мікрорегіон)

Пасус на карті штату Мінас-Жерайс

Пасус (порт. Microrregião de Passos) — мікрорегіон в Бразилії, входить в штат Мінас-Жерайс. Складова частина мезорегіону Південь і південний захід штату Мінас-Жерайс (мезорегіон). Населення становить 228 509 чоловік на 2005 рік. Займає площу 7 107,452  км². Густота населення — 32,15 чол./км².

## Склад мікрорегіону
До складу мікрорегіону включені наступні муніципалітети:
1. Алпінополіс
2. Бон-Жезус-да-Пенья
3. Капетінга
4. Капітоліу
5. Кларавал
6. Касія
7. Делфінополіс
8. Форталеза-ді-Мінас
9. Ібірасі
10. Ітау-ді-Мінас
11. Пасус
12. Пратаполіс
13. Сан-Жозе-да-Барра
14. Сан-Жуан-Батіста-ду-Глорія

| Бразилія | Це незавершена стаття з географії Бразилії. Ви можете допомогти проєкту, виправивши або дописавши її. |